# Aquilegia desolaticola
Aquilegia desolaticola är en ranunkelväxtart som beskrevs av Stanley Larson Welsh och N.D.Atwood. Aquilegia desolaticola ingår i släktet aklejor, och familjen ranunkelväxter. Inga underarter finns listade i Catalogue of Life.